# Mariano Navarro
Mariano Navarro Herranz (Madrid,1952) es un escritor, crítico de arte y comisario de exposiciones español.

## Trayectoria profesional
Experto en el arte de los 70 en España, años en los que la pintura fue el medio idóneo de expresión para numerosos artistas españoles durante la Transición.
Desde 2005 a 2009 ha sido Presidente del Consejo de Críticos y Comisarios de Artes Visuales, cargo en el que fue elegido nuevamente en 2017 y que desempeñó hasta la disolución del mismo.
Como escritor colaboró en varios programas de televisión española en algunos casos como guionista de los programas  “Trazos” e “Imágenes”, con Paloma Chamorro; “Tiempo de papel”, con Isaac Montero.
Jefe de la sección de cultura de la revista El Socialista, y Redactor Jefe de las revistas literarias Gaceta del libro y El Urogallo; y de Prólogo, Signatura, etc., dedicadas especialmente al mundo literario o al mundo profesional de la edición y de la bibliotecomanía.
Colaborador de las editoriales Espasa-Calpe y Anaya, en libros de Historia del Arte; también de las editoriales Acento, Ediciones B y otras.
Ha desempeñado su labor crítica en medios como El País, ABC, La Razón y en el suplemento El Cultural que se distribuye con el periódico El Mundo, en el que ha publicado más de 400 críticas de exposiciones. Además de colaboraciones en otros medios especializados como en “Artecontexto”, “Solar”, “Campo de relámpagos”
Comisario Asesor en la Feria Estampa en cuatro ediciones 2013-2016.
Miembro del colectivo ZONA I+D Cultural (Armando Montesinos, Alicia Murría, Mariano Navarro y Santiago Olmo).
Jefe de la sección de Cultura de la revista El Socialista, y redactor jefe de las revistas literarias Gaceta del Libro y El Urogallo, así como de Prólogo, Signatura, etcétera, dedicadas especialmente al mundo literario o al profesional de la edición y de la bibliotecomanía.
Comisario de la sección visual de la representación de La Iliada, hoy, dirigida por Andrea Dodorico en Caixaforum, Madrid, y el teatro María Guerrero, junio de 2010.
A su vez desarrolla otra faceta como profesor de diferentes cursos y seminarios en diversos centros como durante cuatro años (2011 a 2015)'Discursos expositivos actuales' en los cursos del Instituto Europeo de Diseño.
En el año 2010 en el Centro Andaluz de Arte Contemporáneo dirigió el seminario Narraciones visuales, pintura y fotografía 1970-1985.
Ha sido miembro de numerosos jurados como durante varios años jurado del Premio Altadis, España/Francia (desde 2000) y comisario del mismo en las ediciones 2001 y 2006-2007.

## Comisariado de exposiciones (selección)
Como comisario ha realizado más de cuarenta exposiciones en instituciones y museos españoles y, también, en otros países de Europa y Latinoamérica, de las que destaríamos: Carlos Alcolea, Nacho Criado, Eva Lootz, Miquel Navarro, Juan Navarro Baldeweg, Santiago Serrano, Javier Utray y Valcárcel Medina (Caja de Ahorros del Mediterráneo), 1977; Espacios Públicos-Sueños privados (Salas de la Comunidad de Madrid), 1994; Imágenes de la abstracción. Pintura y escultura españolas 1969-1989 (Sala de las Alhajas y Museo Español de Arte Contemporáneo, Madrid), 1998; Andalucía y la modernidad. Del Equipo 57 a la generación de los setenta (Centro Andaluz de Arte Contemporáneo, Sevilla); Los setenta. Una década multicolor Fundación Marcelino Botín, Santander); El efecto Guerrero. José Guerrero y la pintura española de los años 70 y 80 (Fundación José Guerrero, Granada, Museo de Navarra, Pamplona), 2006; Colección de Arte Contemporáneo Fundación “la Caixa”. Specific Places. Habitable ideas (Zacheta National Gallery of Art, Varsovia, Polonia), 2007; Homenaje y memoria. Centenario Salvador Allende. Obras del Museo de la Solidaridad (Centro Cultural Palacio la Moneda, Santiago de Chile), 2008; Abstracción Racional (Centro Gallego de Arte Contemporánea, Santiago de Compostela), 2011; Sin Realidad no hay Utopía (La Constitución Política del Presente) (Centro Andaluz de Arte Contemporáneo), Sevilla (Yerbabuena Center for the Arts), San Francisco, USA, 2011; Lo que ha de venir ya ha llegado (Centro Andaluz de Arte Contemporáneo), Sevilla; MUSAC, León, Sala Koldo Mitxelena, San Sebastián, 2014; Exposiciones críticas. Discursos críticos en el arte español 1975-1995, en colaboración con Armando Montesinos y Santiago Olmo, Centro Gallego de Arte Contemporánea, Santiago de Compostela, 2017.
Ha dedicado muestras monográficas, retrospectivas o antológicas a artistas españoles, portugueses y excepcionalmente de otras nacionalidades, así Virginia Lasheras, Pedro Calapez, Ignacio Tovar, José Caballero, Victoria Civera, Fernando Sánchez Castillo, Carlos León, Eugenio Ampudia, Máximo Trueba, Juan Ugalde, Laura Torrado, Alfonso Albacete y Jordi Teixidor.

## Publicaciones
Es autor de aproximadamente un centenar de textos introductorios y críticos en catálogos y otras publicaciones artísticas y colaborador de las editoriales Espasa-Calpe y Anaya, en libros de Historia del Arte; también de las editoriales Acento, Ediciones B y otras.
Ficciones y realidadesː Arte Español de los 2000 en la colección Patio Herreriano de Valladolid
Soledad Lorenzo', Una vida con el arte, editorial Exit, 2017
Sus publicaciones están referenciadas en los siguientes catálogos comoː
Biblioteca Nacional de España
Library of Congress , VIAF

### Dialnetː
- En el nombre del arte: biografía de D.H. Kahnweiler Pierre Assouline, Mariano Navarro Herranz, Ediciones B, 1990. ISBN: 84-406-1295-8[39]
- La medicina: hablando con Pedro Caba, Carmen García Moya, Acento Editorial, 1993. ISBN: 84-483-0011-4
- Las matemáticas: hablando con Miguel de Guzmán Acento Editorial, 1993. ISBN: 84-483-0026-2
- La educación física: hablando con Manuel Delgado Meco Acento Editorial, 1994. ISBN: 84-483-0066-1
- La luz y las sombras en la pintura española  La publicidad: hablando con Teófilo Marcos, Acento Editorial, 1995. ISBN: 84-483-0094-7[40]
- Juan Uslé: ojos desatados, Sevilla : Empresa Pública de Gestión de Programas Culturales, 2000. ISBN: 84-8266-190-6
- Otros títulos

Construyendo un universo propio texto sobre la Colección ACB' que la Fundación Botín muestra en el edificio Villa Iris de Santander y que está formada por una selección de piezas de la colección del desaparecido Alberto Corral López-Dóriga

#### En colaboración con otros autoresː
-Derivas de la geometría en colaboración con José Iges y José Zunzunegui. Fundación Museo Jorge Oteiza = Fundazio Museoa Jorge Oteiza / 978-84-936588-2-3
-El efecto Guerreroː José Guerrero y la pintura española de los años 70 y 80, publicado por la Diputación de Provincial de Granada en el año 2006 ISBN-10 8478074120